# 90455 Irenehernandez
90455 Irenehernandez è un asteroide della fascia principale. Scoperto nel 2004, presenta un'orbita caratterizzata da un semiasse maggiore pari a 2,3464495 UA e da un'eccentricità di 0,2029364, inclinata di 1,91215° rispetto all'eclittica.